# Pap
Pap er et kraftigt papirmateriale fremstillet af træfibre og med en vægt på over 600g/m². Materialer med en vægt mellem 150g/m² og 600g/m² kaldes karton. Pappets anvendelighed skyldes dets stivhed og holdbarhed. Det blev opfundet i Kina i det 15. århundrede og har været brugt til en lang række formål. Den første, kommercielt fremstillede papkasse blev lavet i England i 1817 .I dag bliver pap mest brugt som emballage. 

## Fremstilling
På papirfabrikken foretages en tilberedning og formaling, hvor papirmassen udrøres i store mængder vand til en meget tynd opslæmning, der kaldes en pulp. Pulpen må renses for urenheder ved bundfældning, passage over magnetfiltre og sandfang, før den afsluttende formaling af pulpen kan udføres. Formalingen består i, at pulpen passerer mellem to eller flere riflede skiver. Formalingstrykket kan ændres, så der opnås en “røsk” eller en “smørig” formaling.
Ved en røsk formaling bliver fibrene for det meste afkortet, og i det færdige papir vil de komme til at ligge som korte, strittende hår. Et sådant pap vil være fyldt med luft, hvilket vil sige, at pappet har en høj bulk (forhøjning). Denne type pap vil ikke være særligt stærkt, men til gengæld udgøre et stødsikkert emballeringsmateriale (til æggebakker f.eks.), det såkaldte “støbepap”.
Ved en smørig formaling presses den klæbende slim ud af cellevæggene i træstoffet. Derved opnås en forbedret binding mellem fibrene, som også bevares i deres fulde længde, samtidig med at de gøres smidige. Typisk fremstiller man kalkepapir, smørrebrødspapir og flere typer pap ved smørig formaling, som giver et meget stærkt og holdbart produkt med en lav bulk.
Af den forarbejdede pulp, der kan være tilsat farvestof, hvis der ønskes indfarvet pap, dannes selve pappet på papirmaskinen. Papirmaskinen er opdelt i følgende sektioner: et vireparti (vådpartiet), et presseparti, og et tørreparti. Pulpen løber ud på viren, der er et finmasket net, som føres hen over nogle valser og sugekasser med stor hastighed, samtidig med at den bliver rystet. Herved afvandes pulpen, og den endnu meget våde pap afvandes yderligere ved presning mellem valser i pressepartiet.
Efter presningen tørres pappet i tørresektionen, hvor materialet føres hen over varme cylindre. Til slut skæres den færdige papbane op i passende stykker, som pakkes og forsendes. Visse papsorter bliver forinden overfladebehandlet med voks, paraffin eller plastic for at øge holdbarheden. Desuden indgår meget pap i fremstillingen af bølgepap.
Ved fremstilling kan man i en vis udstrækning anvende returfibre. I Danmark mener man, at indholdet af recirkuleringsfibre i bølgepap udgør 70% og i støbepap 100%.
Pap, der er lavet ud fra løvtræfibre, har en god evne til at tåle sammenpresning og kan let formes under fugtighed og varme, men det har ringe brudstyrke og rives let i stykker. Pap, som er fremstillet ud fra nåletræ, som har længere fibre, har større brudstyrke og modstår bedre stød og iturivning. Til gengæld er det mindre formbart og derfor mere stift. Endelig er det lettere at trykke firmamærke og andre former for beskeder på dette pap.

## Bølgepap
I midten af det 19. århundrede gjorde man en genial opdagelse, da man fandt på at afstive to bløde ark af pap med et mellemlag af foldet papir. Det gav et stift og lagerfast materiale, som også beskyttede varerne godt under transport. 
Bølgepap blev patenteret i England i 1856 til brug som afstivning af høje hatte, men det var først den 20. december 1871, at man tog patent på bølgepap til transportembalage. Patentet blev udstedt til Albert Jones fra New York, New York, og det drejede sig om bølgepap med en glat papside. Den første maskine til fremstilling af store mængder bølgepap blev bygget i 1874 af G. Smyth, og samme år forbedrede Oliver Long Jones' idé ved at beklæde bølgepappet med glatte papark på begge sider. Derved opstod bølgepap, som vi kender det i dag.

### Præfabrikerede kasser
Amerikaneren Robert Gair opfandt bølgepapkassen i 1890, hvor den allerede bestod af massefremstillede, falsede, stykker, som kunne foldes sammen til kasser. Opfindelsen skete ved et tilfælde: Gair var trykker og fabrikant af papirposer i 1870'erne, og under trykning af et parti frøposer blev der skubbet til en metalskinne, der normalt skulle folde poserne, og i stedet blev de skåret over. Gair opdagede, at ved at skære og folde pap i én arbejdsgang kunne han lave præfabrikerede papkasser. Da bølgepap blev almindeligt, var det enkelt at overføre metoden til dette materiale, så i begyndelsen af det 20. århundrede kunne kasser af bølgepap erstatte de sædvanlige, håndlavede træemballager.
Bølgepapemballage blev først brugt til forsendelse af glas og keramik, som let knuses under transport. Senere gjorde papkasserne det muligt at bringe frugt og landbrugsvarer direkte fra gården til detailhandleren, uden at varerne led skade undervejs, og på den måde blev der åbnet for en eksport, der hidtil ikke havde været lønsom.
Will Keith Kellogg var den første, der brugte papæsker til valsede kornprodukter, og da han senere begyndte at forhandle dem på et større marked, pakkede man æsken ned i en voksbehandlet pose, som blev varmeforseglet og påtrykt firmaets mærke. Det blev startskuddet for papkartoner til morgenmadsprodukter, selv om posen i dag er lavet af plastic og findes inden i æsken.
Bølgepap har fået en mindre renæssance i de senere år på grund af behovet for større miljøvenlighed, og det er blevet almindeligt at fremstille bølgepap med et vist indhold af recirkuleringsfibre.

### Moderne bølgepap
Nutidens bølgepap består for det meste af to ydre lag af fladt pap, som gør materialet modstandsdygtigt overfor stød. Imellem dem lægger man et fyld af foldet, billigt papir lavet af korte fibre, som giver emballagen styrke overfor sammenpresning og beskytter indholdet.
Yderfladerne og mellemlaget bliver limet sammen langs ydersiden af hver enkelt bølgetop, almindeligvis ved hjælp af stivelse. Stivelsen stammer fra majs, hvede eller kartofler. Det betyder, at hele kassen er lavet af naturlige, bæredygtige materialer, som findes i massevis, og kassen er fuldt genbrugelig eller kan kradses op til recirkuleringsfibre, som indgår i nye papkasser.
Pappet er stærkest på langs af bølgerne, og derfor laver man normalt kassen sådan, at rillerne løber lodret, så man får størst mulig styrke under opstabling. De almindelige bølgepapstørrelser hedder "A", "B", "C", "E" og mikro. Størrelsen angiver pappets målbare tykkelse, som består af yderfladernes godstykkelse og mellemlagets tykkelse. Dobbelt og tredobbelt bølgepap fremstilles til industiformål, og i den anden ende af skalaen har man mikrobølgepap, som fremstilles til emballage med fine påtrykninger, til udstillingsbrug eller til forsendelse af kostbarheder som alkoholprodukter, parfume, smykker osv. Næsten alle bølgepapkasser forsendes i flad form, som gør transporten billig og let, og først umiddelbart før anvendelsen bliver de foldet, fyldt og lukket.
Bølgepap fremstilles på præcisionsmaskiner, og der findes maskiner til at lave og påtrykke kasserne. En papkassefabrik kan dog startes med enkelt, næsten antikveret udstyr og senere blive udbygget som behovet melder sig og indtægterne gør det muligt.

## Forbruget af pap
For bølgepap til papkasser eller ruller til indpakning, som typisk anvendes til transportemballage, var forbruget i 1995 på 285.000 t eller ca. 70% af totalmængden af dette materiale. Til transportemballage brugte man i 1996 270.000 t, og man går derfor ud fra, at forbruget af bølgepap til salgsemballage er ca. 15.000 t.
Støbepap anvendes til formstøbt emballage som f.eks. æggebakker. Forbruget af støbepap er i 1995 vurderet til at være på ca. 2.200 t.

## Affaldshåndtering
Bølge- og støbepapemballager fra salgsemballage går typisk til forbrænding ved affaldshåndtering, og på den måde kan kun energiindholdet udnyttes.
Recirkulering og genbrug af pap kan lade sig gøre, men der findes kun få systematiske indsamlingsordninger. Desuden kan materialet være overfladebehandlet, hvad  medfører, at genanvendelse er udelukket eller i hvert fald besværlig. I praksis genanvendes emballagerne kun i begrænset omfang. Pap har ligesom papir og karton genbrugskoden "PAP".
Mange steder er forsøg med indsamling af pap stoppet, fordi pizzabakker, mælkekartoner og andet forurenet pap smides i indsamlingsbeholderne.